# ترنت دیماس
ترنت دیماس (به انگلیسی: Trent Dimas) (زادهٔ ۱۰ نوامبر ۱۹۷۰) ژیمناست اهل ایالات متحده آمریکا است.